# Apeadeiro de Caldas de Moledo
O Apeadeiro de Caldas de Moledo é uma interface da Linha do Douro, que serve o lugar de Caldas de Moledo, na freguesia de Fontelas, concelho de Peso da Régua, em Portugal.

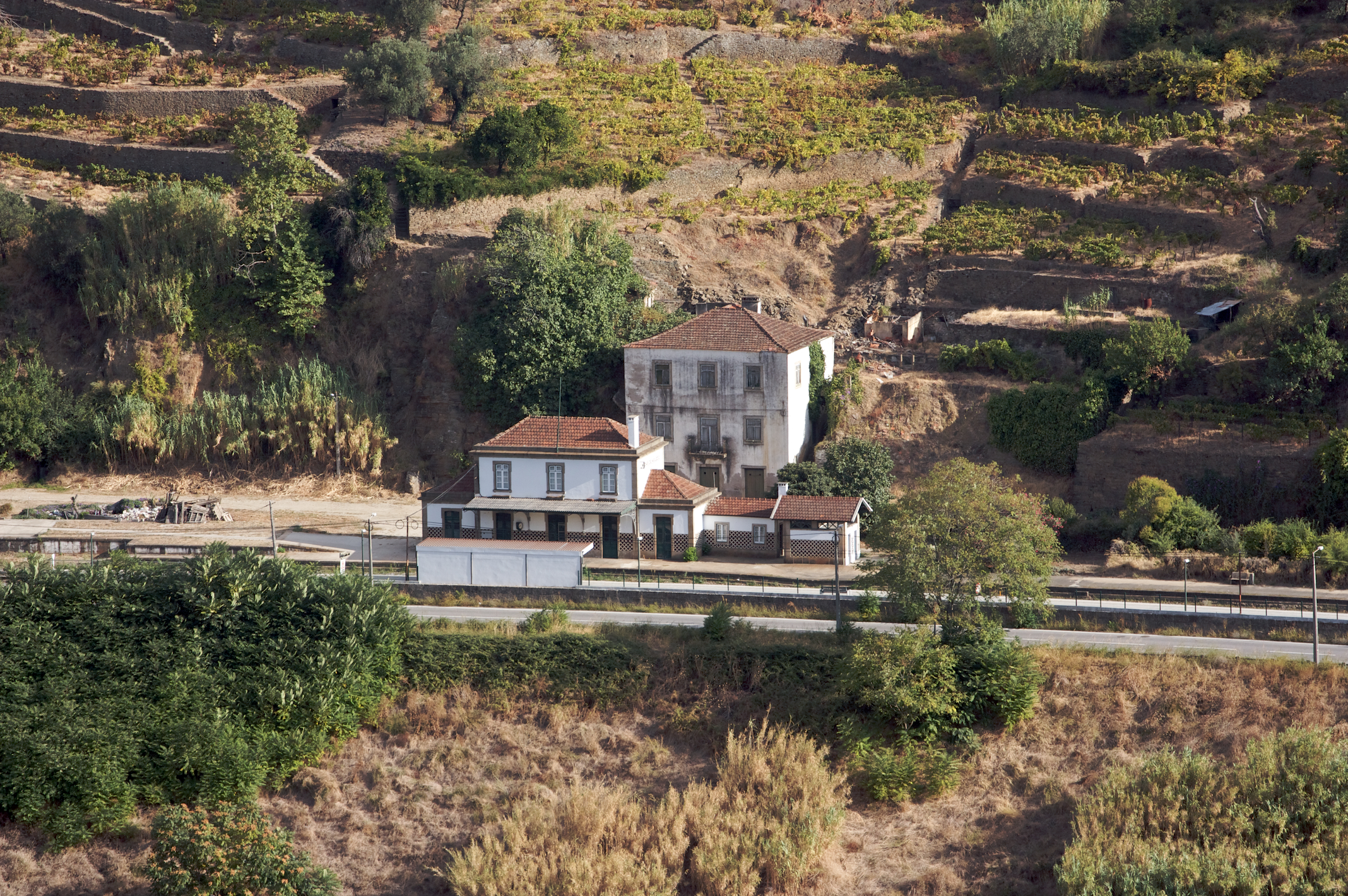
Vista geral da estação, em 2010

## Descrição

### Localização e acesso
Situa-se junto ao Rio Douro, a Este da localidade de Caldas de Moledo; o acesso rodoviário é assegurado por um ramal da Estrada Nacional 108.

### Serviços
Esta interface é servida por comboios Regionais, geridos pela transportadora Comboios de Portugal.

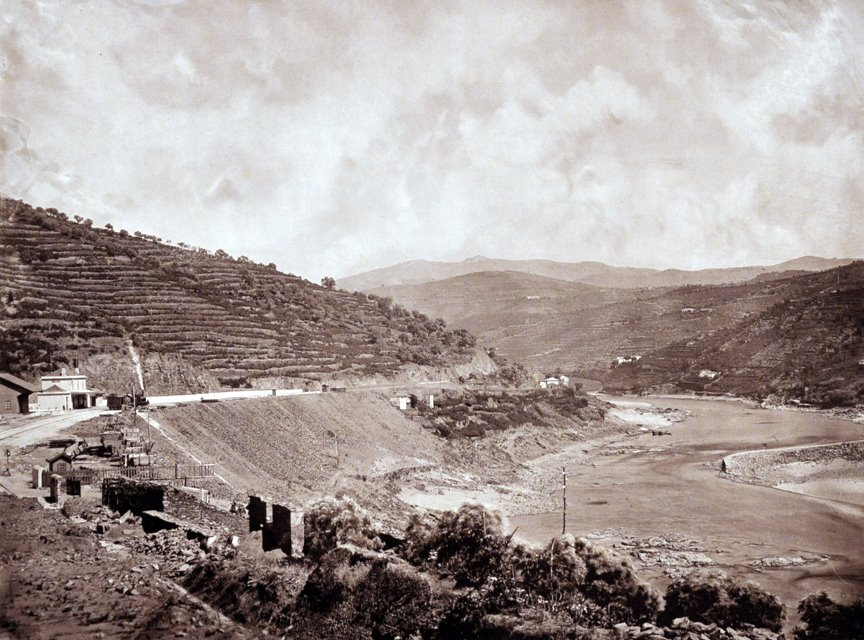
Envolvente da estação na década de 1880.

## História
Este apeadeiro situa-te no lanço da Linha do Douro entre Juncal e Régua, que abriu à exploração em 15 de Julho de 1879.
Num relatório de 1901 sobre as ligações rodoviárias às gares de caminho de ferro, refere-se que a estação de Moledo era servida pela Estrada Real 34 na margem direita do Rio Douro, enquanto que na margem esquerda estava planeada a instalação de um ramal da Estrada Distrital 80.